# Юго-восточный Маноск
Юго-восто́чный Мано́ск (фр. Manosque-Sud-Est) — кантон во Франции, находится в регионе Прованс — Альпы — Лазурный Берег, департамент Альпы Верхнего Прованса. Входит в состав округа Форкалькье.
Код INSEE кантона — 0432. Всего в кантон Юго-восточный Маноск входит 3 коммуны, из них главной коммуной является Маноск.
Кантон основан в 1985 году.

## Коммуны кантона
| Коммуна   | Население, чел. (2006) | Почтовый индекс | Код INSEE |
| --------- | ---------------------- | --------------- | --------- |
| Корбьер   | 935                    | 04220           | 04063     |
| Маноск    | 3 483                  | 04100           | 04112     |
| Сент-Тюль | 3 230                  | 04220           | 04197     |

## Население
Население кантона на 2007 год составляло 8 174 человека.
| 1962 | 1968 | 1975 | 1982 | 1990  | 1999  | 2006  | 2007  | 2008 |
| ---- | ---- | ---- | ---- | ----- | ----- | ----- | ----- | ---- |
| —    | —    | —    | —    | 7 280 | 7 710 | 7 648 | 8 174 | —    |